# محمدصابر عباسیان
محمد صابر عباسیان (زاده ۲۴ خرداد ۱۳۶۲ در شیراز) فعال سیاسی - دانشجویی، عضو جبهه مشارکت ایران اسلامی و رئیس ستاد هشتاد و هشت استان فارس در انتخابات ریاست جمهوری دهم است.
او در اسفند ۸۸ توسط نیروهای امنیتی در خانه پدری بازداشت و به اتهام توهین به رهبری، تبلیغ علیه نظام، نشر اکاذیب و اجتماع و تبانی به جهت اقدام علیه امنیت ملی ازسوی شعبه ۲ دادگاه انقلاب شیراز به پنج سال حبس تعزیری محکوم شد. وی پس از تحمل چهارده ماه زندان که ۸ ماه آن در سلول‌های بازداشتگاه پلاک صد شیراز متعلق به اداره اطلاعات استان فارس بود، به مرخصی آمد.